# 起屍鬼
起屍鬼，簡稱屍鬼，爲印度神話中通過咒術喚来的不死鬼怪，可使令其操纵、运送屍體，或者是将屍體变为类似于殭屍的怪物，从而害人，甚至代為殺人。
漢語中譯為「起屍鬼」者有二，一種叫毘（毗）陀羅（羅馬化：Vetāla），或譯迷怛羅、韋陀羅，也譯作「起死人」，也可指这一类咒术、巫术；另有一種叫做吉遮，或譯吉蔗、吉栗蔗、訖栗著，也譯作所作、造、事，如爲夜叉鬼咒使的就稱爲夜叉吉蔗。
但佛經中常並舉二者，可見二者是有所區別的。
印度民間的鬼故事集《屍鬼二十五話》（vetālapañcaviṃśati）描绘了大量起屍鬼的传说。佛经中提到，诵唸佛经、真言咒，可以预防和对治起屍鬼咒法，如《药师经》提到药师佛名号可以遮蔽起屍鬼等鬼怪，《六字咒王经》也说「文殊菩薩六字神咒」（唵伐髻馱那麻，非六字大明咒）也有此用。